# 丁零

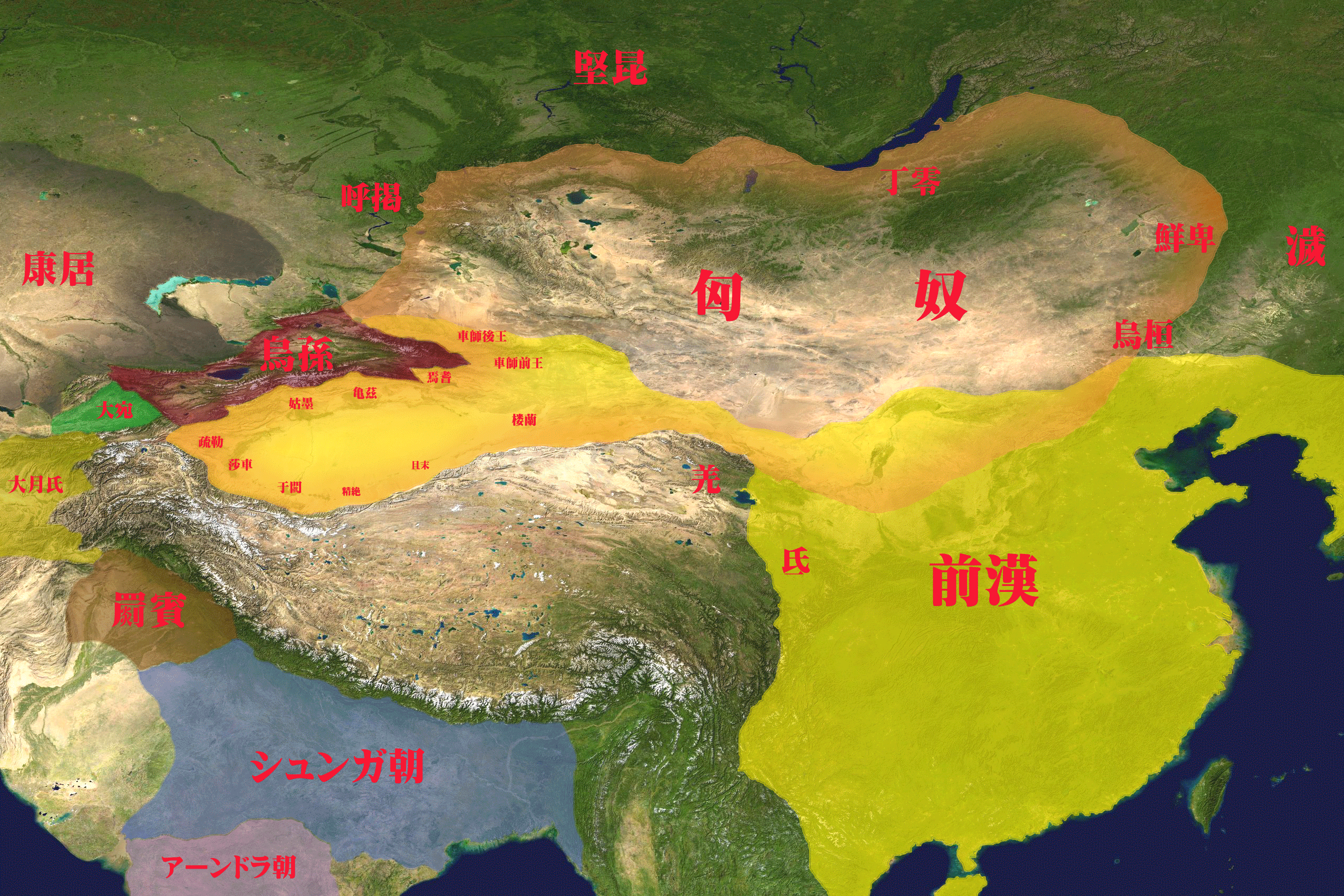
紀元前2世紀、匈奴と丁零。

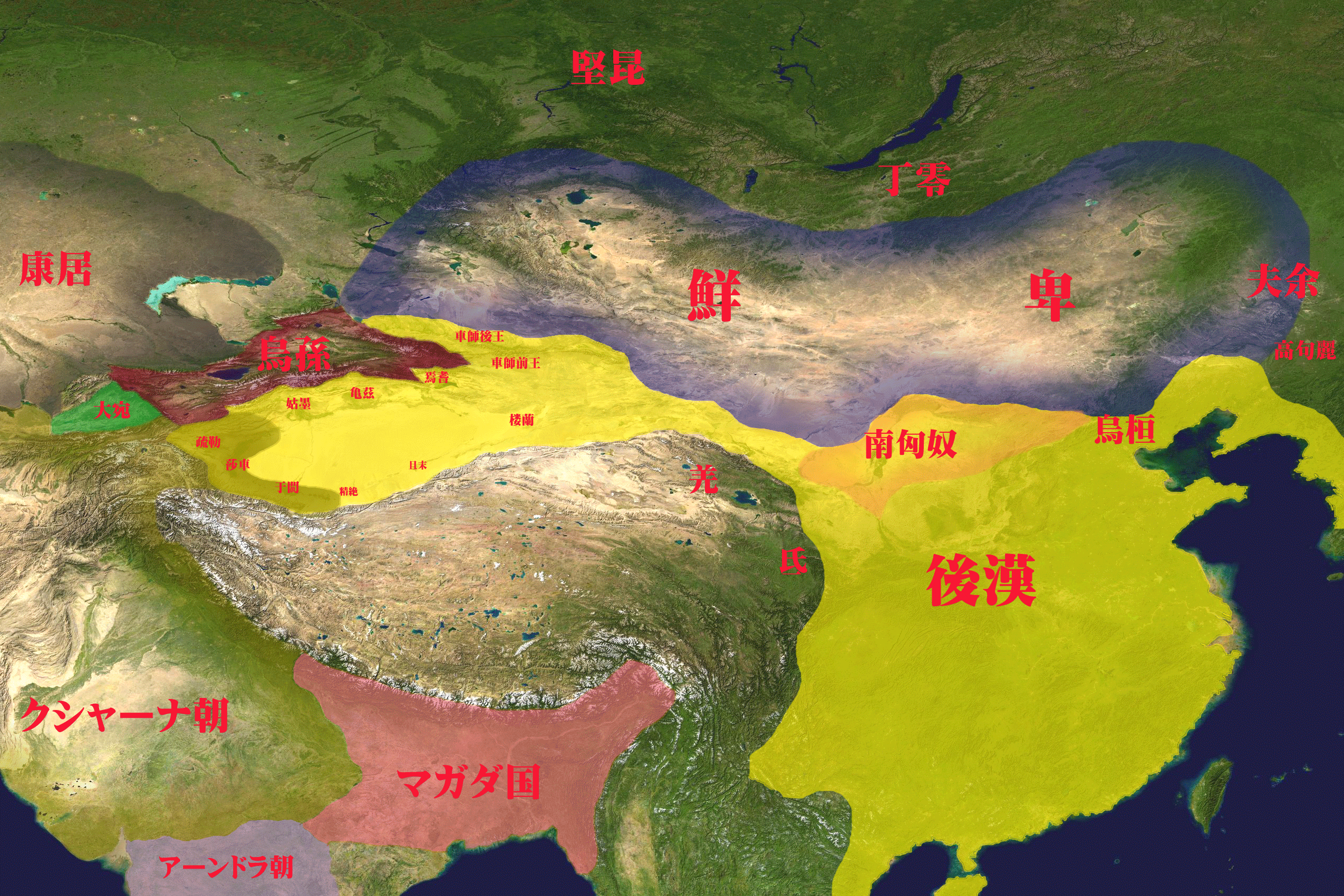
2世紀、鮮卑と丁零。

丁零（ていれい、拼音：Dīnglíng）は、紀元前3世紀から紀元5世紀にかけて、バイカル湖南方からセレンゲ川流域にかけてのモンゴル高原北部や、南シベリアに住んでいたテュルク系遊牧民族。丁令・丁霊・勅勒（ちょくろく）とも表記される。4世紀では勅勒、5世紀～6世紀では高車、6世紀～8世紀では鉄勒（てつろく）とも呼ばれた。

## 名称
原名は“車”を指すモンゴル語telegem（テレゲン）、terege（テレゲ）に由来すると考えられ、丁零・鉄勒はその音訳で、高車はその意訳であると考えられる。あるいは、突厥碑文に見えるTölös（テレス）に比定する説、あるいは突厥と同名でTürk（テュルク）またはその複数形Türklär（テュルクレル）に比定する説、あるいは突厥の手足にされたことからTiräk（ティレク：扶助者）に比定する説があったが、P.A.Boodbergは『Three Notes on the T'u-chüeh Turks』（1951年）において、古アルタイ語で“車”を指すTerege,Telegenと関連するTerek,Telekに比定し、後に“高車”と呼ばれることに信憑性を持たせた。

## 歴史

### 『山海経』の記述
『山海経』海内経に「北海之内，有山，名曰幽都之山，黒水出焉。其上有玄鳥、玄蛇、玄豹、玄虎、玄狐蓬尾。有大玄之山。有玄丘之民。有大幽之國。有赤脛之民。有釘靈之國，其民従膝以下有毛，馬蹄善走。」とあるのが、丁零の初出である。この記述はのちの『魏略』西戎伝の馬脛国の記事（後述）に類似している。

### 漢代
匈奴で冒頓単于が即位すると、周辺の国々は次々と併合され、バイカル湖南の渾庾・屈射・丁令・鬲昆・薪犁の部族も匈奴に服属することとなる。
本始2年（前72年）、匈奴が漢と烏孫の連合軍に攻撃されて敗北を喫し、さらにその冬の大雪に遭い、多くの人民と畜産が凍死すると、それに乗じて丁令は匈奴に攻撃をかけて離反した。
神爵元年（前61年）、丁令は3年連続で匈奴に侵攻し、人民数千を殺略し、馬畜を駆って去った。匈奴は万余騎を派遣してこれを撃ったが、何も得ることなく帰還した。
前49年～前48年頃、西匈奴の郅支単于は烏孫を破り、烏掲・堅昆・丁令を併合し、堅昆の地に本営を置いた。 
後漢の元和2年（85年）、北匈奴大人の車利・涿兵らは漢に亡命すべく入塞した。時に北匈奴は衰耗しており、部衆が次々と離反していった。それに乗じて南匈奴がその南を攻め、丁令がその北を寇し、鮮卑がその東を撃ち、西域がその西を侵したので、北匈奴は自立不可能となり、遠く西方へ去っていった。
北匈奴が去ったモンゴル高原において鮮卑の檀石槐が諸部族を統合し、かつての匈奴の版図に匹敵するほどになると、檀石槐は丁令の南下を阻んだ。
これ以後の丁令はしばらく独立した状態が続く。

### 三国時代の北丁令と西丁令

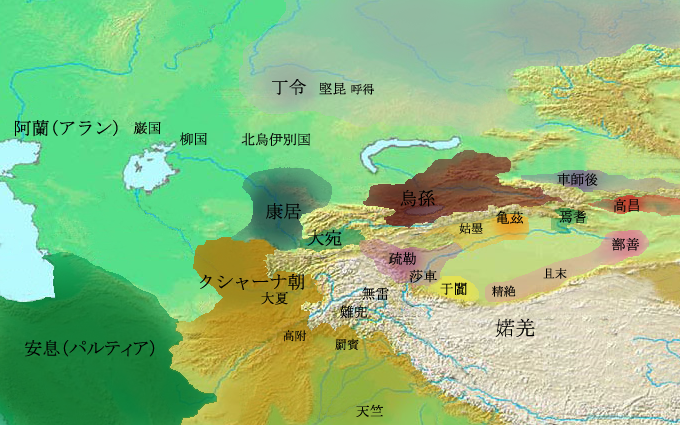
3世紀の西域諸国と丁令の位置。

三国時代の歴史書『魏略』西戎伝（『三国志』魏書東夷伝に収録）において、その編者である魚豢（ぎょかん）はバイカル湖南の丁令国の他に、そこからはるか西方の康居の北（カザフステップ）にも丁令と呼ばれる国があることを記している。
魚豢は「その種は似ているが別である」としているが、この問題について古くは清の丁謙が『魏略西戎伝地理攷証』にて、日本では護雅夫の『古代トルコ民族史研究』、内田吟風の『北アジア史研究』などによって論考されてきており、各々登場する国々（呼得国・堅昆国・丁令国）の位置観は違えど、バイカル湖南の丁令と康居の北の丁令が同じものであることでは一致しており、また、後の『旧唐書』における鉄勒の広範囲にわたる分布を見ても、それが妥当な考えであることは明らかである。

### 五胡十六国時代

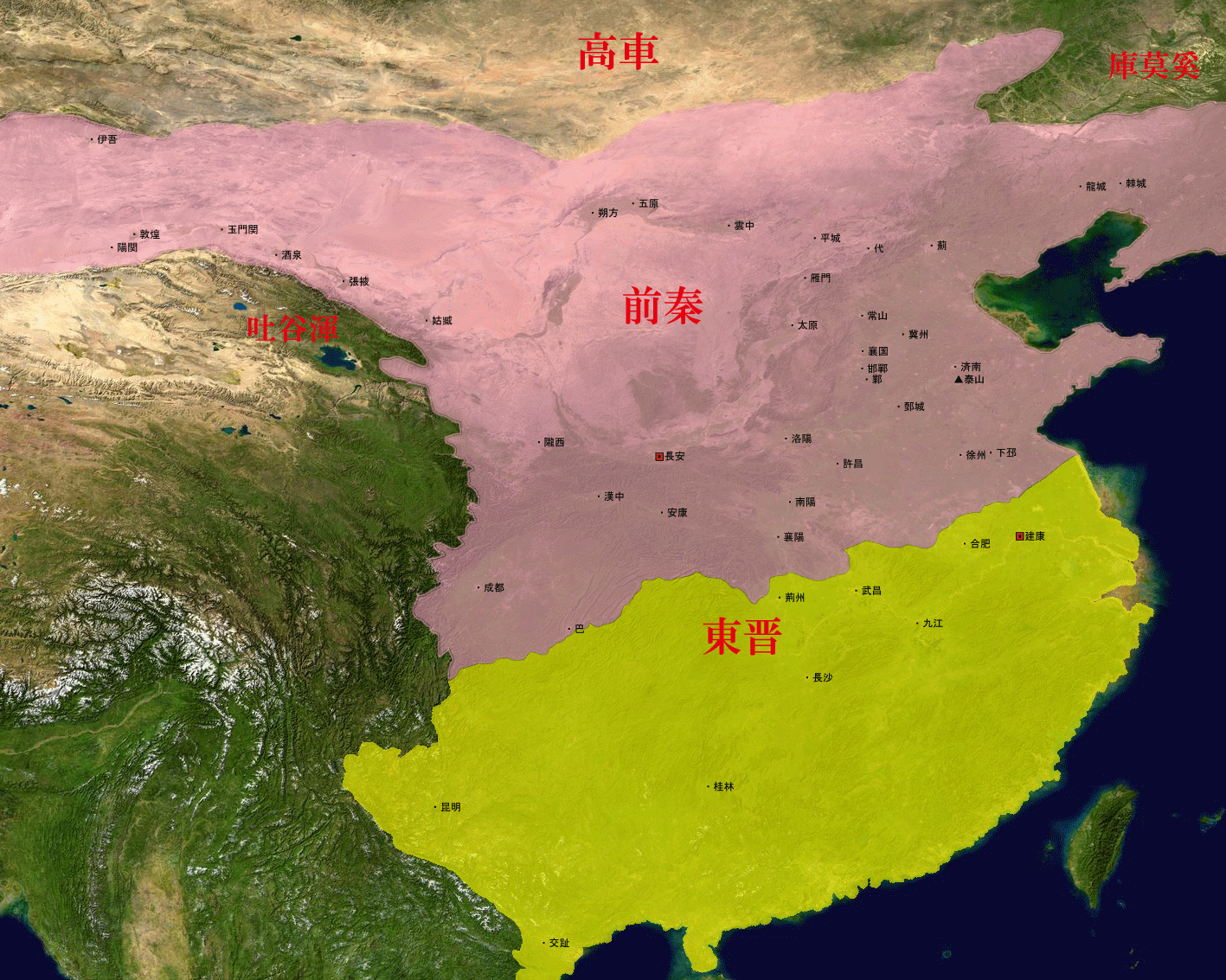
華北を統一した前秦

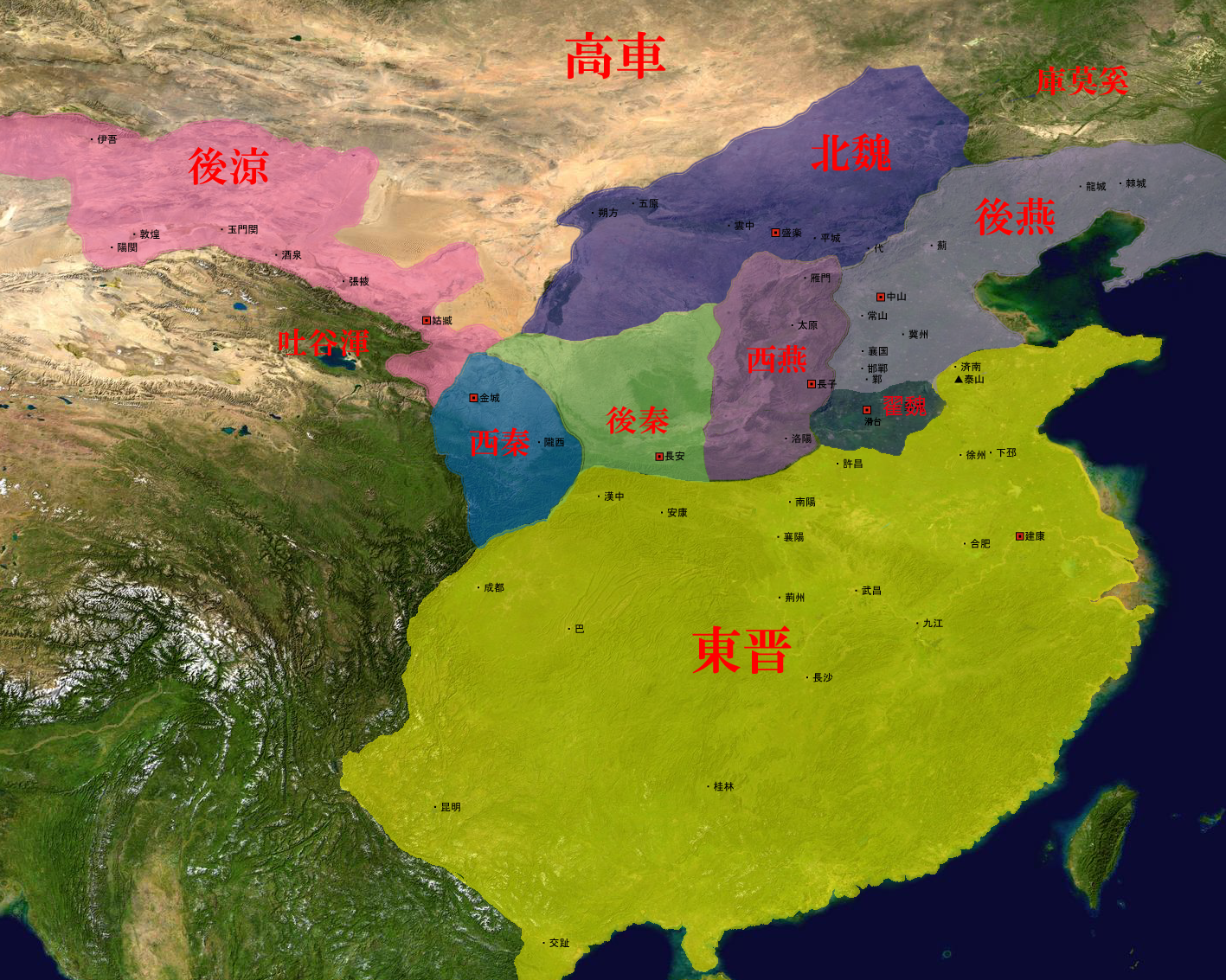
五胡十六国時代の翟魏の位置。

丁零族の翟氏は代々康居に住んでいたが、後に中国に移住し、翟斌（てきひん）の代になって後趙に臣従した。前秦の苻堅が華北を統一すると、翟斌ら丁零族は前秦に臣従し、新安郡・澠池郡に移住した。383年12月、前秦の衛軍従事中郎となっていた翟斌は河南で挙兵し、前燕復興を目論む慕容垂らと合流して前秦に反旗を翻した。384年、前秦から独立した慕容垂は後燕を建国し、翟斌を建義大将軍・河南王とした。しかし翟斌はまもなく後燕に対して反乱を起こしたため、慕容垂から斬首された。
翟斌の兄の子である翟真は承営に逃れて拠点を置き、前秦の長楽公苻丕と結んで後燕に対抗した。385年4月、翟真が承営から行唐に遷ると、翟真の司馬である鮮于乞は翟真を殺し、自ら立って趙王となった。営人は共に鮮于乞を殺し、翟真の従弟である翟成を立てて主とした。しかし、その衆の多くは後燕に降り、翟真の子である翟遼は黎陽に奔走した。5月、燕王の慕容垂は常山に至り、翟成を行唐で包囲した。7月、翟成の長史である鮮于得は翟成を斬って慕容垂に降った。慕容垂は行唐を攻め落とし、翟成の衆をことごとく穴埋めにした。
東晋の黎陽に逃れた翟遼は黎陽郡を乗っ取り、周辺の諸郡を傘下に入れた。しかし387年1月、慕容垂が侵攻してくると降伏し、慕容垂から徐州牧・河南公に封ぜられる。間もなくして翟遼は後燕に叛いて清河郡・平原郡を略奪。388年2月には自ら魏天王と称し、翟魏を建国、滑台に都を置いた。子の翟釗（てきしょう）の代になると、たびたび後燕に侵攻しては撃退され、392年には後燕に滅ぼされた。翟釗は一人西燕に逃れて慕容永から車騎大将軍・東郡王に封ぜられるが、1年後に謀反を起こして誅殺される。
その後の華北は北魏によって統一され（南北朝時代）、各丁零族もその支配下に入るが、上党丁零の翟都、楡山丁零の翟蜀、西山丁零の翟蜀・洛支、定州丁零の鮮于台陽・翟喬といった勢力がたびたび北魏に対して反乱を起こしては鎮圧された。
一方で、北の草原地帯に古くから存在する丁零族は高車と呼ばれ、後の鉄勒となってゆく。

### 高車（こうしゃ）
モンゴル高原に進出した丁零人は南北朝時代に中国人（拓跋氏政権）から高車と呼ばれるようになる。これは彼らが移動に使った車両の車輪が高大であったためとされる。初めはモンゴル高原をめぐって拓跋部の代国や北魏と争っていたが、次第に台頭してきた柔然が強大になったため、それに従属するようになった。487年、高車副伏羅部の阿伏至羅は柔然の支配から脱し、独立を果たす（阿伏至羅国）。阿伏至羅国は柔然やエフタルと争ったが、6世紀に柔然に敗れて滅亡した。

### 鉄勒（てつろく）
突厥と同時代に突厥以外のテュルク系民族は鉄勒と記され、中央ユーラシア各地に分布しており、中国史書からは「最多の民族」と記された。鉄勒は突厥可汗国の重要な構成民族であったが、突厥が衰退すれば独立し、突厥が盛り返せば服属するということを繰り返していた。やがて鉄勒は九姓（トクズ・オグズ）と呼ばれ、その中から回紇（ウイグル）が台頭し、葛邏禄（カルルク）・抜悉蜜（バシュミル）といったテュルク系民族とともに東突厥第二可汗国を滅ぼした。

## 参考資料
- 『山海経』（海内経）
- 『史記』（匈奴列伝）
- 『漢書』（匈奴伝）
- 『後漢書』（南匈奴列伝）
- 『三国志』（烏丸鮮卑東夷伝 裴注『魏略』西戎伝）
- 『晋書』（載記第十三、載記第十四、載記第二十三）
- 『魏書』（列伝第八十三）
- 『資治通鑑』（巻第九十四、巻第一百三、巻第一百五、巻第一百六、巻第一百七、巻第一百八）
- 内田吟風、田村実造他訳注『騎馬民族史１ 正史北狄伝』（平凡社東洋文庫、1971年）
- 護雅夫『古代トルコ民族史研究Ⅲ』（山川出版社、1997年）
- 内田吟風『北アジア史研究　鮮卑柔然突厥篇』（同朋舎出版、1975年）
- 白鳥庫吉「突厥闕特勤碑名考」『白鳥庫吉全集 第5巻』（岩波書店、1970年）